# Tangos, el exilio de Gardel
Tangos, el exilio de Gardel é um filme de drama argentino de 1986 dirigido e escrito por Fernando Solanas. Foi selecionado como representante da Argentina à edição do Oscar 1987, organizada pela Academia de Artes e Ciências Cinematográficas.

## Elenco
- Marie Laforêt (Mariana)
- Miguel Ángel Solá (Juan Dos)
- Philippe Leotard (Pierre)
- Marina Vlady (Florence)
- Georges Wilson (Jean Marie)
- Lautaro Murúa (Gerardo)
- Ana María Picchio (Ana)
- Gabriela Toscano
- Michel Etcheverry (San Martín)
- Claude Melki (El Ángel)
- Gregorio Manzur (Carlos Gardel)
- Leonor Galindo
- Eduardo Pavlovsky
- Jorge Six
- Guillermo Núñez
- Mirtha CaMedeiros
- Guillermo Angelelli
- Fernando Solanas (Enrique Santos Discépolo)